# 板野駅
板野駅（いたのえき）は、徳島県板野郡板野町大寺平田にある、四国旅客鉄道（JR四国）高徳線の駅である。駅番号はT07。

## 概要
全特急列車が停車する。徳島方面から来る大半の普通列車はこの駅で折り返す。県境を跨ぐ引田 - 当駅間の途中駅である阿波大宮駅・讃岐相生駅の停車本数は1ケタ台である。

## 歴史

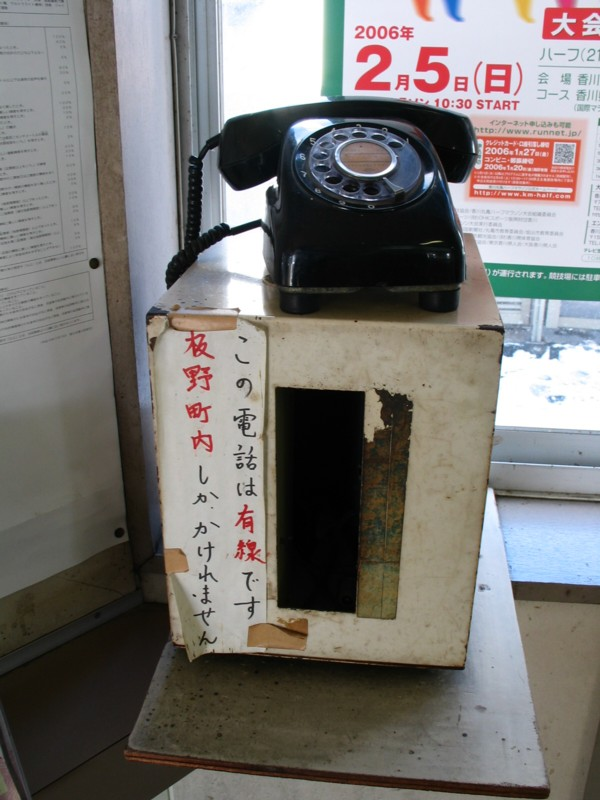
かつて駅舎内に設置されていた有線放送電話（板野町内専用）

- 1923年（大正12年）2月15日：阿波電気軌道（後の阿波鉄道）の池谷 - 鍛冶屋原間開通時に阿波大寺駅（あわおおてらえき）として開業[1][4]。
- 1933年（昭和8年）7月1日：阿波鉄道が国有化され[1][4]、鉄道省阿波線の駅となる。同時に板西駅（ばんざいえき）に改称。
- 1935年（昭和10年）3月20日：高徳本線（現・高徳線）全通。旧阿波線のうち当駅以東が高徳本線、当駅 - 鍛冶屋原間が鍛冶屋原線となり、高徳本線と鍛冶屋原線の乗換駅となる。
- 1943年（昭和18年）11月1日：鍛冶屋原線が不要不急線に指定され営業休止[4]。
- 1947年（昭和22年）7月15日：鍛冶屋原線が営業再開[4]。
- 1956年（昭和31年）4月10日：板野駅に改称[1][5]。
- 1972年（昭和47年）1月16日：鍛冶屋原線廃止[4][5]。
- 1982年（昭和57年）11月15日：貨物取り扱い廃止[1]。
- 1985年（昭和60年）3月14日：荷物扱い廃止[1]。
- 1987年（昭和62年）4月1日：国鉄分割民営化によりJR四国の駅となる[1]。
- 1991年（平成3年）11月21日：土日祝日の駅員配置を取り止め[6]。
- 1998年（平成10年）：構内跨線橋の供用を開始し、構内踏切撤去[7]。
- 2008年（平成20年）9月30日：構内に設置されていた有線放送電話（板野町内のみ通信可能）が廃止、撤去される。
- 2009年（平成21年）12月1日：みどりの窓口廃止。
- 2019年（令和元年）10月：平日の営業時間が短縮され、土休日が休みとなる[8]。
- 2024年（令和6年）3月16日：終日無人化[2][3]。

## 駅構造
ホームは島式2面3線（2面4線の1線を外した3線）である。かつては構内踏切があった。
駅舎は地上駅で、駅舎内部にはタッチパネル式の自動券売機（オレンジカード利用可）が1台設置されている。トイレ（汲取り式）あり。
無人駅である。無人化される前はJR四国の契約社員による直営駅で、きっぷ販売窓口が設置されていた。また、かつてはみどりの窓口が設置されていたが廃止された（廃止後も指定席券は購入可能であった）。キオスクは撤退した。

### のりば
| のりば  | 路線    | 方向 | 行先                   |
| ------- | ------- | ---- | ---------------------- |
| 1・2・3 | ■高徳線 | 下り | 徳島・阿南方面         |
| 2・3    | ■高徳線 | 上り | 三本松・高松・岡山方面 |

- 3番のりばは上下線の副本線（待避線）となっている。

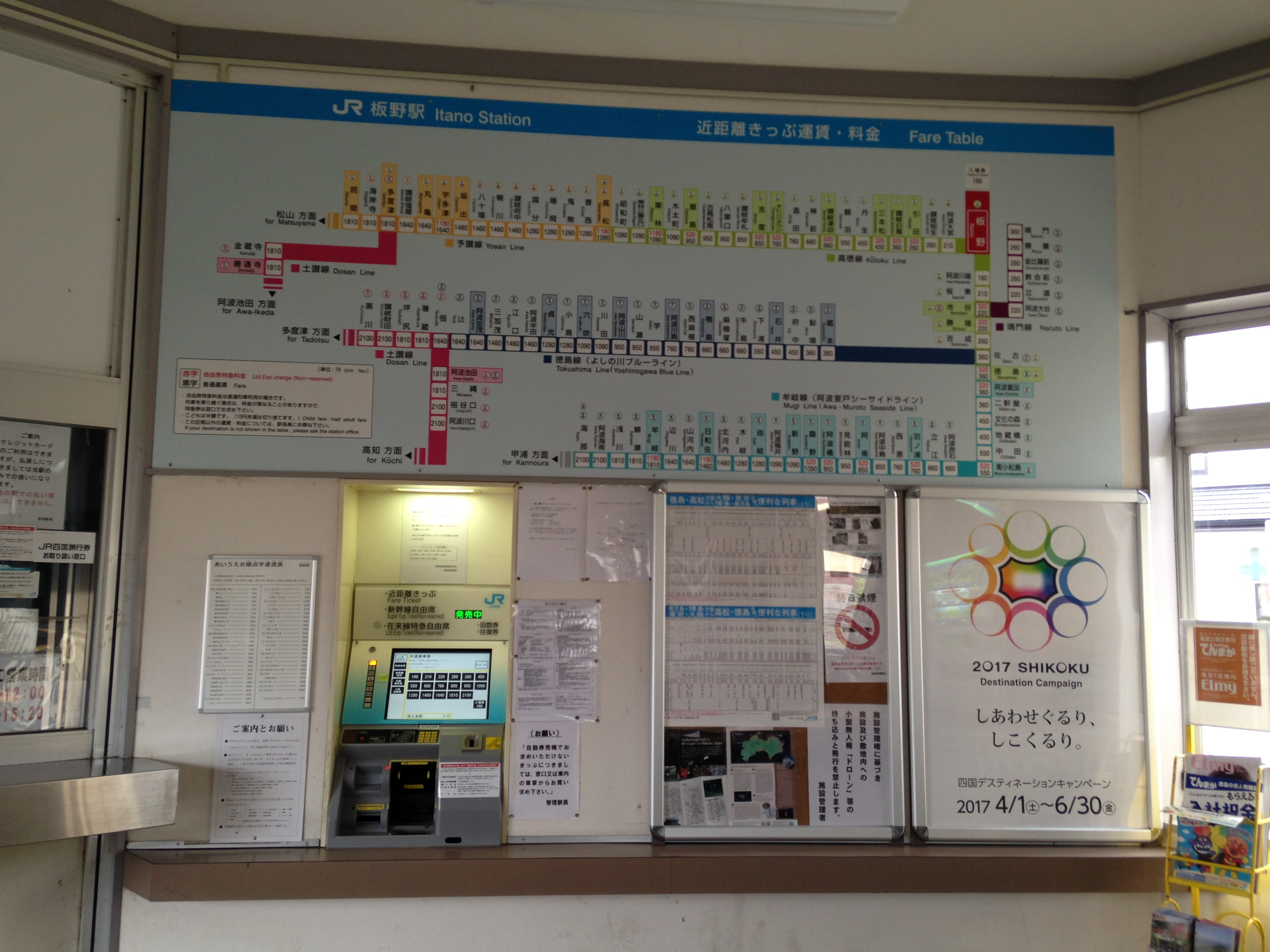
駅舎内（2016年5月）
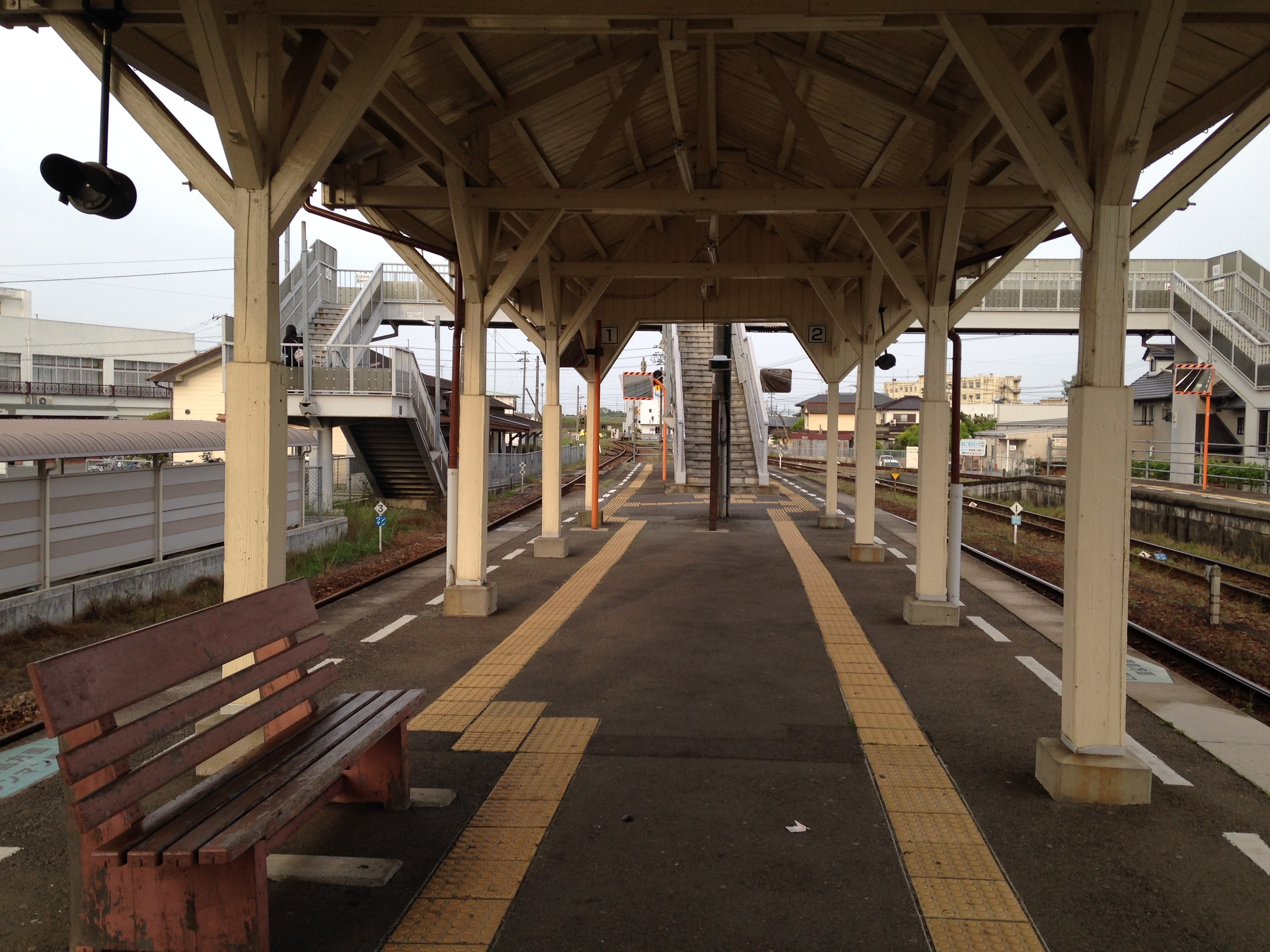
ホーム（2016年5月）

## 利用状況
1日平均乗車人員は下記の通り。
| - 696人（1995年度） - 684人（1996年度） - 654人（1997年度） - 643人（1998年度） - 601人（1999年度） - 568人（2000年度） - 535人（2001年度） - 507人（2002年度） - 496人（2003年度） - 496人（2004年度） | - 500人（2005年度） - 503人（2006年度） - 486人（2007年度） - 487人（2008年度） - 466人（2009年度） - 471人（2010年度） - 453人（2011年度） - 455人（2012年度） - 478人（2013年度） - 460人（2014年度） |

## 駅周辺
- 板野町役場
- 板野町商工会館
- 徳島板野警察署板野町大寺駐在所
- 中国四国農政局四国東部農地防災事業所
- 板野町立板野中学校
- 徳島県立板野高等学校
- 板野町町民センター
- 板野郵便局
- 阿波銀行板野支店
- 徳島大正銀行板野支店
- JA板野郡板野支店
- 亀山神社
- 白鳥神社
- 金泉寺（四国八十八箇所・第3番札所）
- 徳島県道12号鳴門池田線
- 徳島県道165号板野停車場線
- 旧吉野川
- 板野タクシー
- 徳島バス「板野駅南」停留所

## 隣の駅
四国旅客鉄道（JR四国）
■高徳線
- 特急「うずしお」停車駅

■普通
阿波大宮駅 (T08) - 板野駅 (T07) - 阿波川端駅 (T06)

### 廃止区間
日本国有鉄道
鍛冶屋原線
板野駅 - 犬伏駅